# Арш
Аль-‘А́рш (араб. العرش‎) — в исламе наивысшее место, над которым находится Бог, и которое объемлет все сущее и находится над всем миром. В этом смысле это слово созвучно с понятием престола (трона), на котором восседает государь, который обладает властью.

## Арш в Коране
Этот термин упоминается в нескольких аятах Корана. В Коране слово арш употребляется в смысле предельной границы всего сущего, объемлющее всё мироздание. Истинная сущность арша известна только Аллаху. Под аршем находятся семь небес, рай, лотос крайнего предела.
Мусульманские толкователи (муфассиры) позднего времени начали отказываться от употребления в буквальном значении слово «арш» и утверждение на нём Аллаха. Утверждение Аллаха на арше, согласно им, означает то, что после сотворения мира Аллах взял на себя руководство всем сотворенным мирозданием.
А что касается ранних (саляфы) толкователей Корана, то все они говорили, что:
«العرش - سرير الملك»
То есть: арш - это престол короля, и говорили что Аллах возвысился над ним после сотворения мира.
По мнению некоторых толкователей, слово «арш» и «курси» (трон, возвышенное место для сидения), упоминаемое в 255 аяте суры аль-Баккара (аят аль-Курси), имеют одинаковый смысл. Однако другие муфассиры говорили о том, что арш находится над курси и объемлет его. Последнюю точку зрения приводит Ибн Хаджар аль-Аскаляни.
Согласно Корану, в Судный День арш будут нести 8 ангелов: «Ангелы будут находиться по его краю, и восьмеро понесут над собой Трон твоего Господа». Вокруг Трона также будут находиться ангелы количество которых известно лишь Аллаху: «Те, которые несут Трон, и те, которые вокруг него, прославляют хвалой своего Господа, веруют в Него …».